# Carly Everaert
Carly Everaert (1960) is een Nederlandse kostuumontwerper.

## Biografie
Everaert volgde twee opleidingen textiele werkvormen, tussen 1980 en 1984 tweedegraads aan d'Witte Lelie, en tussen 1984 en 1987 eerstegraads aan de Amsterdamse Academie voor Beeldende Vorming. Sinds 1986 werkt zij freelance als kostuumontwerper.
Everaert maakte kostuumontwerpen voor vele producties, onder andere voor het Maastheater, De Toneelmakerij, Stichting Swarte Kunst, Jacob Ahlbom, Stadtheater Dortmund, Rene van 't Hof, Bonte Hond, Het Zuidelijk Toneel, Onafhankelijk Toneel, Tryater, Orkater, De Nationale Reisopera, Firma Rieks Swarte, Theatergroep Caroussel, Toneelschuur Haarlem, Speeltheater Gent, Ro theater, Theater van het Oosten, Theater De Engelenbak en Scrooge!.
Samen met Sjoerd Wagenaar was zij hoofddocent aan het Frank Mohrinstituut. Tevens geeft zij les aan de Theaterschool Amsterdam.
In 2016 werkte Everaert onder andere mee aan de productie Pauperparadijs.

## Onderscheidingen
- 2001: Plombina Wisseltrofee voor haar oeuvre.
- 2011: Wijnberg scenografieprijs, samen met enkele anderen, voor de kostuums van De Storm van De Toneelmakerij & Firma Rieks Swarte
- 2012: Zilveren krekel voor haar ontwerpen voor Mehmet de Veroveraar en Pinokkio, producties geregisseerd door Liesbeth Colthof.
- 2022: Prosceniumprijs  voor haar wezenlijke staat van dienst en invloed als kostuumontwerper.[4]